# 野田裕子
野田 裕子（のだ ゆうこ、1983年11月26日 - ）は、愛媛県出身の日本の元バスケットボール選手である。ポジションはガード。元日立ハイテク クーガーズ所属。

## 来歴
新居浜市立惣開小学校
、新居浜市立西中学校、愛媛県立丹原高等学校、日本体育大学卒業。
小学校でバスケを始め、高校3年次にウィンターカップ準優勝となりベスト5に選ばれる。
大学4年次には主将を務めユニバーシアード日本代表に選出される。
2006年、日立ハイテクノロジーズに入社。2013年、引退。

## 日本代表歴
- 2005年ユニバーシアード